# دنیزکویوسو (یورغیر)
دنیزکویوسو (به ترکی استانبولی: Denizkuyusu) یک منطقهٔ مسکونی در ترکیه است که در یورغیر واقع شده‌است.